# Ингураиду
Ингураиду (мальд. އިނގުރައިދޫ) — один из обитаемых островов в составе административного атолла Раа, Мальдивы.
Расположен в северной части Мальдивского архипелага, примерно в 153 км от столицы страны, города Мале. Составляет 1420 м в длину и 325 м в ширину. Площадь острова — 45,4 га. По данным на 2006 год население острова насчитывало 1278 человек: 614 мужчин и 664 женщины. Возрастная структура населения: 633 человека — младше 18 лет; 159 человек — от 19 до 25 лет; 413 человек — от 26 до 64 лет и 73 человека — в возрасте 65 лет и старше. Уровень грамотности населения — 99,4 %.
Всего на острове насчитывается 214 домашних хозяйств, то есть в среднем на 1 хозяйство приходится 6 человек. Имеется 2 школы.